# Georgia Taylor-Brown
Georgia Taylor-Brown MBE (* 15. März 1994 in Manchester) ist eine britische Duathletin und Triathletin, die früher auch im Crosslauf aktiv war. Sie ist Weltmeisterin auf der Triathlon-Kurzdistanz (2020). 2021 gewann Taylor-Brown bei den Olympischen Spielen in Tokyo Silber im Einzelrennen und Gold in der Staffel.

## Werdegang
Auch ihr Vater Darryl Taylor war als Leichtathlet aktiv und ihre Mutter als Schwimmerin.
2012 wurde Georgia Taylor-Brown Juniorenweltmeisterin Duathlon sowie Junioreneuropameisterin Triathlon.
Im März 2013 wurde sie mit dem britischen Team Dritte bei den Crosslauf-Weltmeisterschaften der Junioren in Polen. Im Juni wurde sie im Triathlon erneut Junioreneuropameisterin und im Dezember wurde sie auch Crosslauf-Junioreneuropameisterin in der Teamwertung.
Die Jahre 2014 bis 2016 waren von Verletzungen geprägt. Im August 2017 wurde sie in Ungarn U23-Europameisterin Triathlon. 2018 startet sie im „Olympic Podium Potential Squad“ von British Triathlon.

In der ITU-Weltmeisterschaftsrennserie 2018 belegte die damals 24-Jährige am 15. September nach dem letzten Rennen (8. Rang) in Gold Coast (Australien) mit einer Silber- und zwei Bronzemedaillen den dritten Rang.
Beim Olympia-Testevent in Tokio im August 2019 lief Georgia Taylor-Brown als Führende gemeinsam und Hand in Hand mit Jessica Learmonth über die Ziellinie und die beiden wurden für eine künstlich herbeigeführte Unentschieden-Situation disqualifiziert. Im Rahmen der WM-Rennserie 2019 wurde sie nach dem letzten Rennen am 31. August in Lausanne wie im Vorjahr Dritte.

### ITU-Weltmeisterin 2020
Im September 2020 holte sie sich in Hamburg den Weltmeistertitel – die Rennserie der ITU war im Zuge der Coronavirus-Pandemie auf ein einziges, entscheidendes Rennen über die Sprintdistanz reduziert worden.
Bei den Olympischen Spielen 2020 gewann Taylor-Brown zusammen mit Jessica Learmonth, Jonathan Brownlee und Alex Yee im Mixed-Staffel-Rennen Gold sowie im Einzelrennen die Silbermedaille.
Im Mai konnte die 28-Jährige auf der olympischen Distanz das erste Rennen der Weltmeisterschaftsrennserie 2022 in Yokohama für sich entscheiden.

### Commonwealth Games 2022
Am 29. Juli sicherte sich Georgia Taylor-Brown im Sutton Park in Birmingham die Silbermedaille bei den Commonwealth Games 2022. Zwei Tage später gewann sie das Rennen in der gemischten Staffel, zusammen mit Alex Yee, Samuel Dickinson und Sophie Coldwell.

Bei der Weltmeisterschafts-Rennserie 2022 belegte Georgia Taylor-Brown als beste Britin hinter der neuen Weltmeisterin Flora Duffy den zweiten Rang.
Bei ihrem ersten Start auf der Triathlon-Mitteldistanz gewann die 30-Jährige im November 2024 den Ironman 70.3 Bahrain.
Bei den Olympischen Spielen 2024 in Paris gewann Taylor-Brown die Bronzemedaille mit der Staffel.
Georgia Taylor-Brown wuchs in Manchester auf und studierte später Sport in Leeds, wo sie auch lebt.
Sie ist in einer Beziehung mit dem französischen Triathleten Vincent Luis (* 1989).

## Auszeichnungen
- 2022: Member des Order of the British Empire[9]

## Sportliche Erfolge
| Datum/Jahr    | Rang | Wettbewerb                                       | Austragungsort | Zeit     | Bemerkung                                         |
| ------------- | ---- | ------------------------------------------------ | -------------- | -------- | ------------------------------------------------- |
| 12. Juli 2025 | 14   | ITU World Championship Series 2025               | Hamburg        | 00:57:03 |                                                   |
| 30. März 2024 | 2    | ITU World Triathlon Indoor Cup                   | Lievin         | 00:10:19 | 150 m Schwimmen, 3 km Radfahren und 1000 m Laufen |
| 3. März 2023  | 15   | ITU World Championship Series 2023               | Abu Dhabi      | 00:59:08 |                                                   |
| 29. Juli 2022 | 2    | Commonwealth Games 2022                          | Birmingham     | 00:56:06 |                                                   |
| 11. Juni 2022 | 2    | ITU World Championship Series 2022               | Leeds          | 00:59:12 |                                                   |
| 5. Nov. 2021  | 2    | ITU World Championship Series 2021               | Abu Dhabi      | 00:55:52 |                                                   |
| 13. Sep. 2020 | 2    | ITU Triathlon World Cup                          | Karlsbad       | 02:06:54 | hinter Flora Duffy                                |
| 5. Sep. 2020  | 1    | ITU World Championship Series 2020               | Hamburg        | 00:54:16 | Weltmeisterschaft                                 |
| 14. März 2020 | 2    | ITU Triathlon World Cup                          | Mooloolaba     | 00:58:01 |                                                   |
| 5. Aug. 2017  | 1    | ETU Triathlon European Championship U23          | Velence        | 01:01:55 | U23-Europameisterin Triathlon                     |
| 11. Sep. 2013 | 2    | ITU Triathlon World Championship Junior Women    | London         | 00:57:31 | Juniorenvizeweltmeisterin                         |
| 14. Juni 2013 | 1    | ETU Triathlon European Championship Junior Women | Alanya         | 00:58:46 | Triathlon-Europameisterin bei den Junioren        |
| 20. Apr. 2012 | 1    | ETU Triathlon European Championship Junior Women | Eilat          | 01:02:47 | Triathlon-Europameisterin bei den Junioren        |

| Datum/Jahr    | Rang | Wettbewerb                                      | Austragungsort | Zeit     | Bemerkung                                                                                       |
| ------------- | ---- | ----------------------------------------------- | -------------- | -------- | ----------------------------------------------------------------------------------------------- |
| 27. Sep. 2024 | 3    | ITU World Championship Series 2024              | Weihai         | 02:05:40 |                                                                                                 |
| 5. Aug. 2024  | 3    | Olympische Sommerspiele 2024, Mixed Relay       | Paris          |          | Mixed-Staffel mit Alex Yee, Samuel Dickinson und Beth Potter                                    |
| 31. Juli 2024 | 6    | Olympische Sommerspiele 2024                    | Paris          | 01:56:35 |                                                                                                 |
| 25. Mai 2024  | 6    | ITU World Championship Series 2024              | Cagliari       | 01:48:03 |                                                                                                 |
| 23. März 2024 | 3    | ETU Triathlon European Cup                      | Quarteira      | 01:57:04 | hinter Lisa Tertsch und Cassandre Beaugrand                                                     |
| 27. Mai 2023  | 1    | ITU World Championship Series 2023              | Cagliari       | 01:46:43 |                                                                                                 |
| 13. Mai 2023  | 7    | ITU World Championship Series 2023              | Yokohama       | 01:54:48 |                                                                                                 |
| 26. Nov. 2022 | 2    | ITU World Championship Series 2022              | Abu Dhabi      | 01:54:28 |                                                                                                 |
| 8. Okt. 2022  | 1    | ITU World Championship Series 2022              | Cagliari       | 01:47:42 |                                                                                                 |
| 8. Okt. 2022  | 1    | ITU Triathlon World Cup                         | Cagliari       | 01:47:42 |                                                                                                 |
| 14. Mai 2022  | 1    | ITU World Championship Series 2022              | Yokohama       | 01:51:44 |                                                                                                 |
| 31. Juli 2021 | 1    | Olympische Spiele 2020 Mixed Relay              | Tokyo          | 01:23:41 | Olympiasiegerin in der gemischten Staffel mit Jessica Learmonth, Jonathan Brownlee und Alex Yee |
| 27. Juli 2021 | 2    | Olympische Spiele 2020                          | Tokyo          | 01:56:50 |                                                                                                 |
| 31. Aug. 2019 | 3    | ITU World Championship Series 2019              | Lausanne       | 02:03:03 | „Grand Final“: Achtes und letztes Rennen der Saison                                             |
| 15. Aug. 2019 | DSQ  | ITU World Triathlon Olympic Qualification Event | Tokyo          | –        |                                                                                                 |
| 9. Juni 2019  | 1    | ITU World Championship Series 2019              | Leeds          | 01:55:46 |                                                                                                 |
| 15. Sep. 2018 | 8    | ITU World Championship Series 2018              | Gold Coast     | 01:53:31 |                                                                                                 |
| 25. Aug. 2018 | 3    | ITU World Championship Series 2018              | Montreal       | 02:00:23 | [ 12 ]                                                                                          |
| 27. Juli 2018 | 3    | ITU World Championship Series 2018              | Edmonton       | 01:57:08 |                                                                                                 |
| 9. Juni 2018  | 2    | GBR Triathlon National Championships            | Leeds          | 01:56:49 | Vizestaatsmeisterin im Rennen der ITU World Championship Series 2018                            |
| 28. Mai 2017  | 1    | ITU Triathlon World Cup                         | Madrid         | 02:08:05 | [ 13 ]                                                                                          |

| Datum/Jahr    | Rang | Wettbewerb           | Austragungsort | Zeit     | Bemerkung                          |
| ------------- | ---- | -------------------- | -------------- | -------- | ---------------------------------- |
| 29. Nov. 2024 | 1    | Ironman 70.3 Bahrain | Manama         | 03:56:56 | erster Start auf der Mitteldistanz |

| Datum/Jahr    | Rang | Wettbewerb                                   | Austragungsort | Zeit     | Bemerkung                      |
| ------------- | ---- | -------------------------------------------- | -------------- | -------- | ------------------------------ |
| 22. Sep. 2012 | 1    | ITU Duathlon World Championship Junior Women | Nancy          | 00:58:27 | Juniorenweltmeisterin Duathlon |

| Datum/Jahr    | Rang | Wettbewerb                                       | Austragungsort | Zeit | Bemerkung                                                   |
| ------------- | ---- | ------------------------------------------------ | -------------- | ---- | ----------------------------------------------------------- |
| 24. März 2013 | 1    | Crosslauf-Europameisterschaften 2013 Juniorinnen | Belgrad        |      | im Team mit Emelia Gorecka, Bobby Clay und Jessica Gibbon   |
| 24. März 2013 | 3    | Crosslauf-Weltmeisterschaften 2013 Juniorinnen   | Bydgoszcz      |      | im Team mit Emelia Gorecka, Bobby Clay und Amy Eloise Neale |

(DNF – Did Not Finish; DSQ – Disqualifiziert)